# Прохін Данило Андрійович
Данило Андрійович Прохін (рос. Дани́ла Андре́евич Про́хин, нар. 21 травня 2001, Кіриші, Росія) — російський футболіст, центральний захисник клубу «Ростов».

## Ігрова кар'єра

### Клубна
Грати у футбол Данило Прохін почав у рідному містечку Кіриші. З 2018 року він приєднався до футбольної школи пітерського «Зеніта». У квітні 2019 року Прохін зіграв першу гру у другій команді «Зеніта» у турнірі ФНЛ. В жовтні того року вперше з'явився в основі першої команди у матчі на Кубок країни.
На початку 2021 року Данило Прохін відправився в оренду у клуб «Сочі». В кінці сезону після завершення терміну оренди, футболіст вже як вільний агент підписав контракт з клубом «Ростов». Але до лютого 2022 року продовжив грати в «Сочі» на правах оренди.

### Збірна
З 2017 року Данило Прохін постійно викликався на матчі юнацьких збірних Росії. Також провів дев'ять поєдинків у складі молодіжної збірної.

## Титули
Зеніт
 Чемпіон Росії (2): 2019/20, 2020/21
 Переможець Кубка Росії: 2019/20
 Переможець Суперкубка Росії: 2020